# Henryk Ćwikliński
Henryk Antoni Ćwikliński (ur. 1949) – polski ekonomista, nauczyciel akademicki, doktor habilitowany.

## Życiorys
Z wykształcenia ekonomista. Uzyskiwał kolejno stopnie doktora i doktora habilitowanego. Specjalizuje się w zakresie polityki gospodarczej i regionalnej, a także zarządzaniu portami morskimi. Objął stanowiska profesora na Uniwersytecie Gdańskim oraz w Wyższej Szkole Bankowej w Gdańsku.
Na UG współtworzył i został kierownikiem Katedry Polityki Gospodarczej. Od 1996 do 2002 pełnił funkcję prodziekana Wydziału Ekonomicznego tej uczelni. Należał do założycieli Towarzystwa Ekonomistów Polskich.
W wyborach w 2005 z ramienia Platformy Obywatelskiej bez powodzenia kandydował do Senatu. W 2008 został członkiem zarządu spółki akcyjnej Morski Port Gdańsk. Został też członkiem rady programowej Instytutu Sobieskiego.

## Wybrane publikacje
- Kondycja sektora MSP na Pomorzu: raport z badania małych i średnich przedsiębiorstw w ramach Pomorskiego Obserwatorium Gospodarczego, Gdańsk 2007
- Organizacja i technika portów morskich (współautor), Gdańsk 1982
- Społeczno-ekonomiczna efektywność systemów portowych, Gdańsk 1988
- Transformacja gospodarcza a sektor publiczny, Gdańsk 2002[6]